# Missão sui iuris de Santa Helena, Ascensão e Tristão da Cunha
A Missão sui iuris de Santa Helena, Ascensão e Tristão da Cunha (em latim: Missio sui iuris Sanctae Helenae, Ascensionis et Tristanensis) é uma divisão territorial da Igreja Católica no Reino Unido nas ilhas de Santa Helena, Ascensão e Tristão da Cunha, que fazem parte dos chamados Territórios Britânicos Ultramarinos. Foi criada em 18 de agosto de 1986, e não está sujeita à nenhuma sé metropolitana, porém seu administrador apostólico, Hugh David Renwich Turnbull Allan, é o mesmo da Administração Apostólica das Ilhas Malvinas. Atualmente há dois padres servindo à missão, sendo um deles residente em tempo integral nas Ilhas Malvinas, o padre Ambrose Bennett, O.S.B.

## História

Localização dos territórios.

A história da Igreja nessas ilhas remonta ao século XVIII. A missão inicial começou de maneira bastante incerta, mas gradualmente se desenvolveu ao longo dos anos. Os primeiros registros mostram que, em setembro de 1819, os abades Antonio Bounavita e Ange Vignali chegaram a Santa Helena. Os dois sacerdotes foram incumbidos de mostrar o local a Napoleão Bonaparte e sua comitiva, que lá estavam em visita. Bounavita, com problemas de saúde, partiu em março de 1821 no veleiro de Orwell, menos de dois meses antes da morte de Napoleão. Vignali, enquanto isso, foi designado para administrar a unção dos enfermos ao imperador, e, posteriormente, a realizar seu serviço funerário em 9 de maio de 1821. Algumas semanas depois, no dia 27, ele deixou Santa Helena no veleiro Camel. Os registros são escassos, entretanto, há registros de um padre francês que morreu no caminho de volta à França. Ele foi sucedido pelo padre McCarthy. Em 1852, a Igreja do Sagrado Coração foi construída em Jamestown. No mesmo ano o bispo Raymond Griffith, vigário apostólico do Cabo da Boa Esperança, chegou a Santa Helena para administrar a crisma a 33 pessoas. Seis anos depois, a participação média na missa dominical era de 17 fiéis.
Os padres, irmãos e irmãs religiosos da Ordem Salesiana atuaram na missão entre 1888 e 1952, e os Missionários Mill Hill, de 1952 a 2002. O padre Kelly, SDB, sucedeu o sacerdote anterior, padre Gough, e permaneceu em Santa Helena até 1978. Um decreto do Vaticano, datado de 18 de agosto de 1986, definiu Santa Helena, Ascensão e Tristão da Cunha como uma missão sui iuris, um território missionário que não faz parte de nenhuma outra circunscrição. Santa Helena e suas dependências até então faziam parte da Arquidiocese da Cidade do Cabo. Os missionários de Mill Hill, que já haviam trabalhado nas Ilhas Malvinas, foram enviados para trabalhar nos territórios, e lá permaneceram de 1952 até 2002. Desde 2002, os bispos da Inglaterra e do País de Gales assumiram a responsabilidade de suprir suas necessidades pastorais do local.

## Paróquias

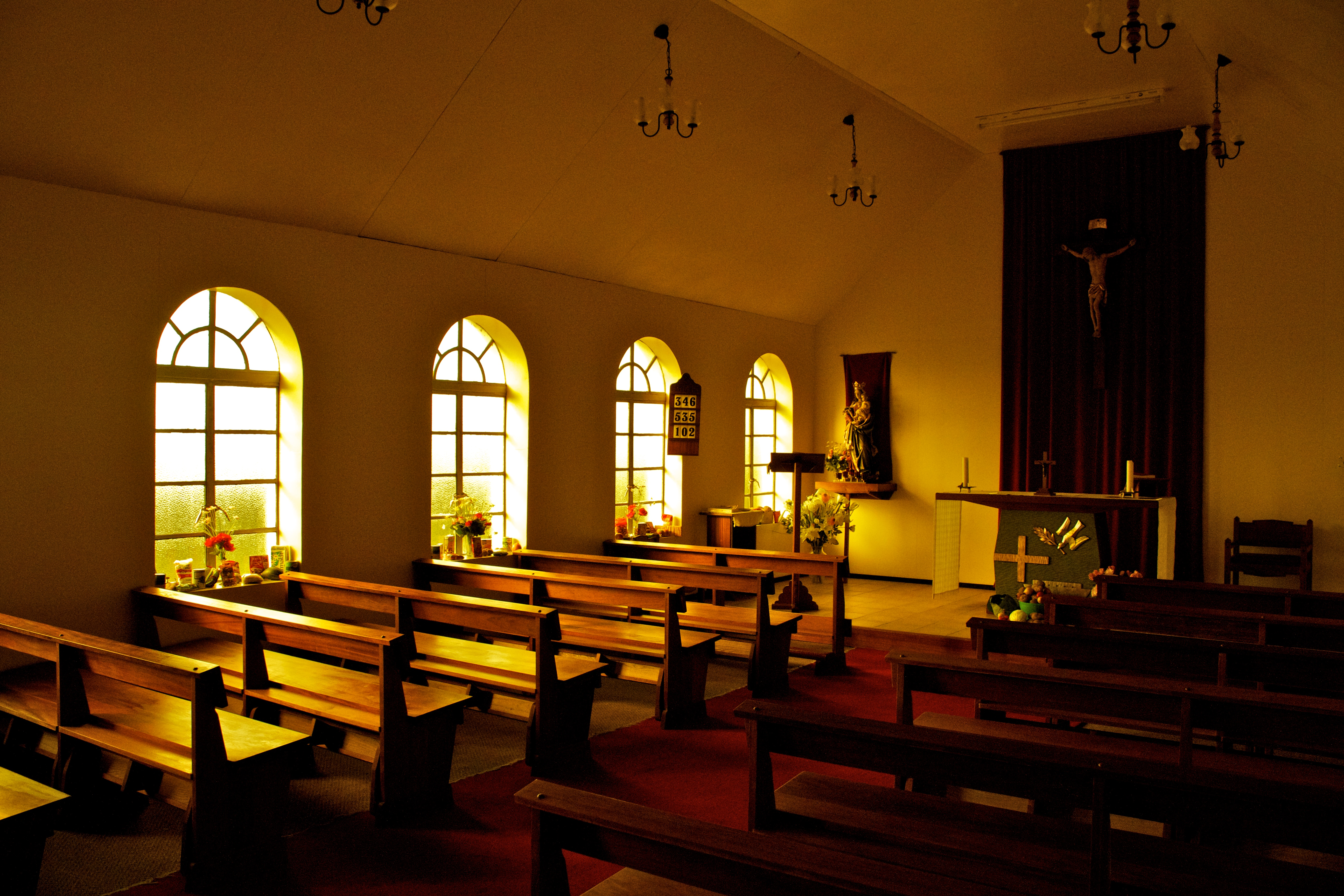
Interior da paróquia São José, de Tristão da Cunha.

| Paróquias da Missão sui iuris de Santa Helena, Ascensão e Tristão da Cunha | Paróquias da Missão sui iuris de Santa Helena, Ascensão e Tristão da Cunha | Paróquias da Missão sui iuris de Santa Helena, Ascensão e Tristão da Cunha |
| Paróquia                                                                   | Cidade / Ilha                                                              | Ref.                                                                       |
| -------------------------------------------------------------------------- | -------------------------------------------------------------------------- | -------------------------------------------------------------------------- |
| Paróquia Nossa Senhora de Ascensão                                         | Georgetown, Ascensão                                                       | [ 7 ]                                                                      |
| Paróquia Sagrado Coração                                                   | Jamestown, Santa Helena                                                    | [ 8 ]                                                                      |
| Paróquia São José                                                          | Edimburgo dos Sete Mares, Tristão da Cunha                                 | [ 9 ]                                                                      |

## Líderes
Lista de líderes da missão sui iuris e seu tempo de permanência no cargo:
- Anton Agreiter, M.H.M. (1º de outubro de 1986 — 9 de agosto de 2002)
- Michael Bernard McPartland, S.M.A. (9 de agosto de 2002 — 29 de setembro de 2016)
- Hugh David Renwick Turnbull Allan, O. Praem. (29 de setembro de 2016 — presente)